# Quinto Mecio Leto
Quinto Mecio Leto (in latino Quintus Maecius Laetus; fl. 185-215) fu un politico, senatore e prefetto del pretorio dell'Impero romano.
Intorno al 185 Leto divenne governatore della provincia d'Asia; nel 200-203 governò l'Egitto. Nel 205 divenne, assieme ad Emilio Papiniano, il nuovo prefetto del pretorio, in sostituzione di Gaio Fulvio Plauziano, giustiziato per volere del genero Caracalla; tale carica venne mantenuta probabilmente fino al 211, anno in cui Caracalla divenne l'unico imperatore dopo la morte del padre Settimio Severo.
Nel 215 Leto fu eletto console: questo è registrato come il suo secondo consolato, il primo ordinario; non è chiaro se precedentemente fosse stato nominato console suffetto o se avesse ricevuto gli ornamenta consularia.